# Месропян, Александр Генрикович
Алекса́ндр Ге́нрикович Месропя́н (род. 30 июля 1962, хутор Весёлый, Ростовская область, СССР) — российский поэт.

## Биография
Окончил Весёловскую среднюю школу № 1 (1979). Живёт в хуторе Весёлом. Работает системным администратором.
С 1986 года публикуется в различных периодических изданиях, в том числе в журналах «Новое литературное обозрение», «Крещатик», «Новый берег», «Волга», «Воздух» и др.

Стихи вошли в коллективные сборники и антологии «Открытое письмо» (Ростов н/Д, 1988), «Синий голос» (Ростов н/Д, 1990), «Нестоличная литература» (М., 2001), «Чёрным по белому» (М., 2002), «Временник Новой Камеры хранения» (М., 2007).
Участник Биеннале поэтов в Москве (2001).
Член Союза российских писателей.

## Книги
- «Пространство Эроса» (Ростов н/Д, 1998)
- «Без матерьяльной основы» (Ростов н/Д, 2002)
- «Возле войны» (М., 2008)
- «Вы имеете право хранить молчание» (Таганрог, 2010).